# Chiesa di Santa Caterina (Ferrara di Monte Baldo)
La chiesa di Santa Caterina è la parrocchiale di Ferrara di Monte Baldo, in provincia e diocesi di Verona; fa parte del vicariato del Lago Veronese-Caprino.

## Storia

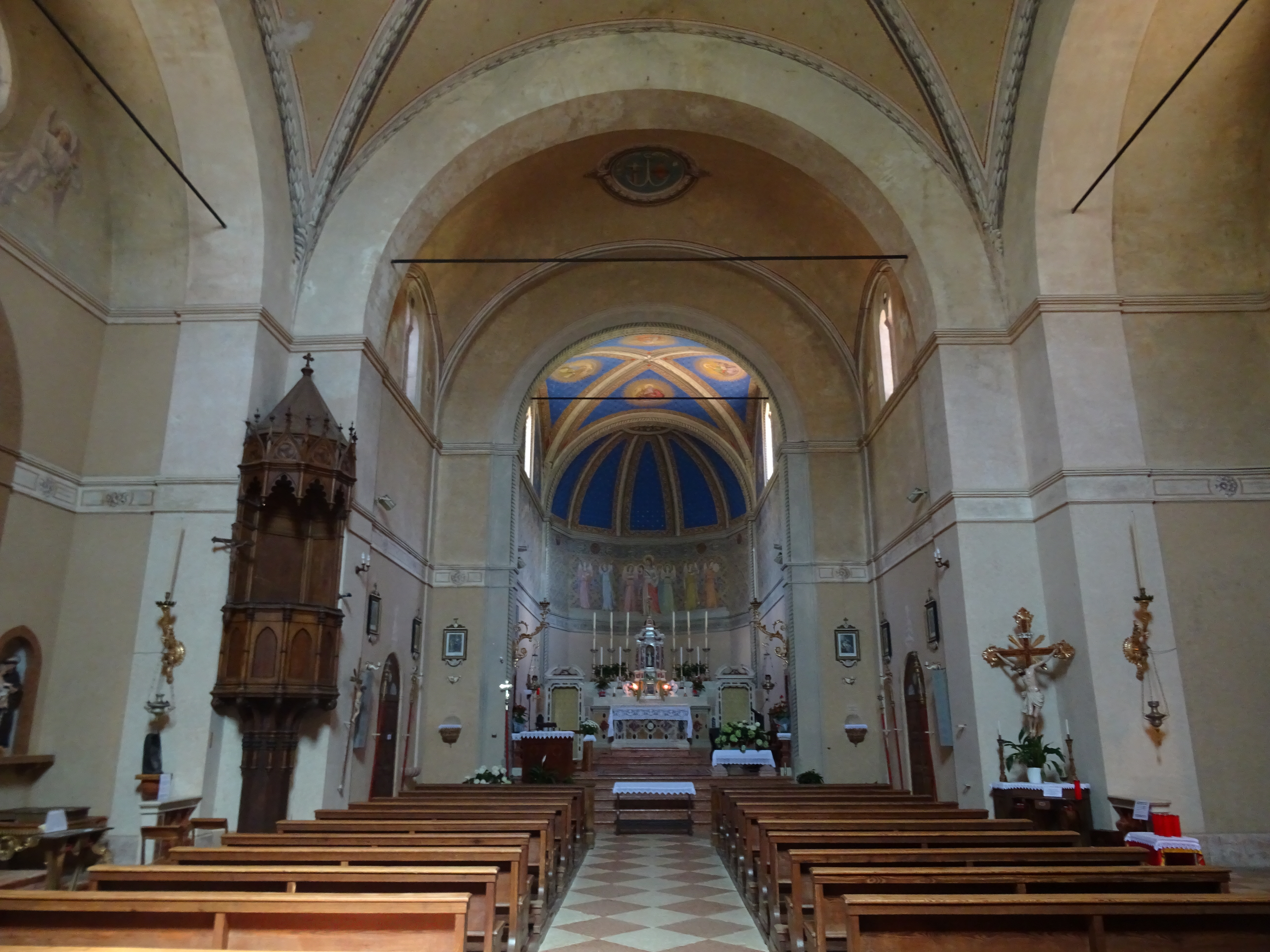
Interno

La prima citazione di una cappella a Ferrara risale al 1220; essa era filiale della pieve di Santa Maria di Caprino Veronese.
Nel 1338, invece, la comunità del paese risultava costituire una parrocchia con a capo un rettore.
Nella prima metà del Cinquecento fu eretto il campanile, mentre nel secolo successivo la chiesa venne ingrandita e sopraelevata.
La prima pietra della nuova parrocchiale, disegnata da don Angelo Gottardi, fu posta nel 1870; l'edificio, che andò a inglobare la vecchia chiesa, venne ultimato nel 1890 e consacrata il 9 luglio 1891 dal vescovo di Verona Bartolomeo Bacilieri.
Tra gli ultimi anni sessanta e i primi anni settanta la chiesa fu adeguata alle norme postconciliari mediante l'aggiunta dell'altare rivolto verso l'assemblea e dell'ambone; nel 2008 si provvide a ridipingere i prospetti esterni e a rifare il tetto.

## Descrizione

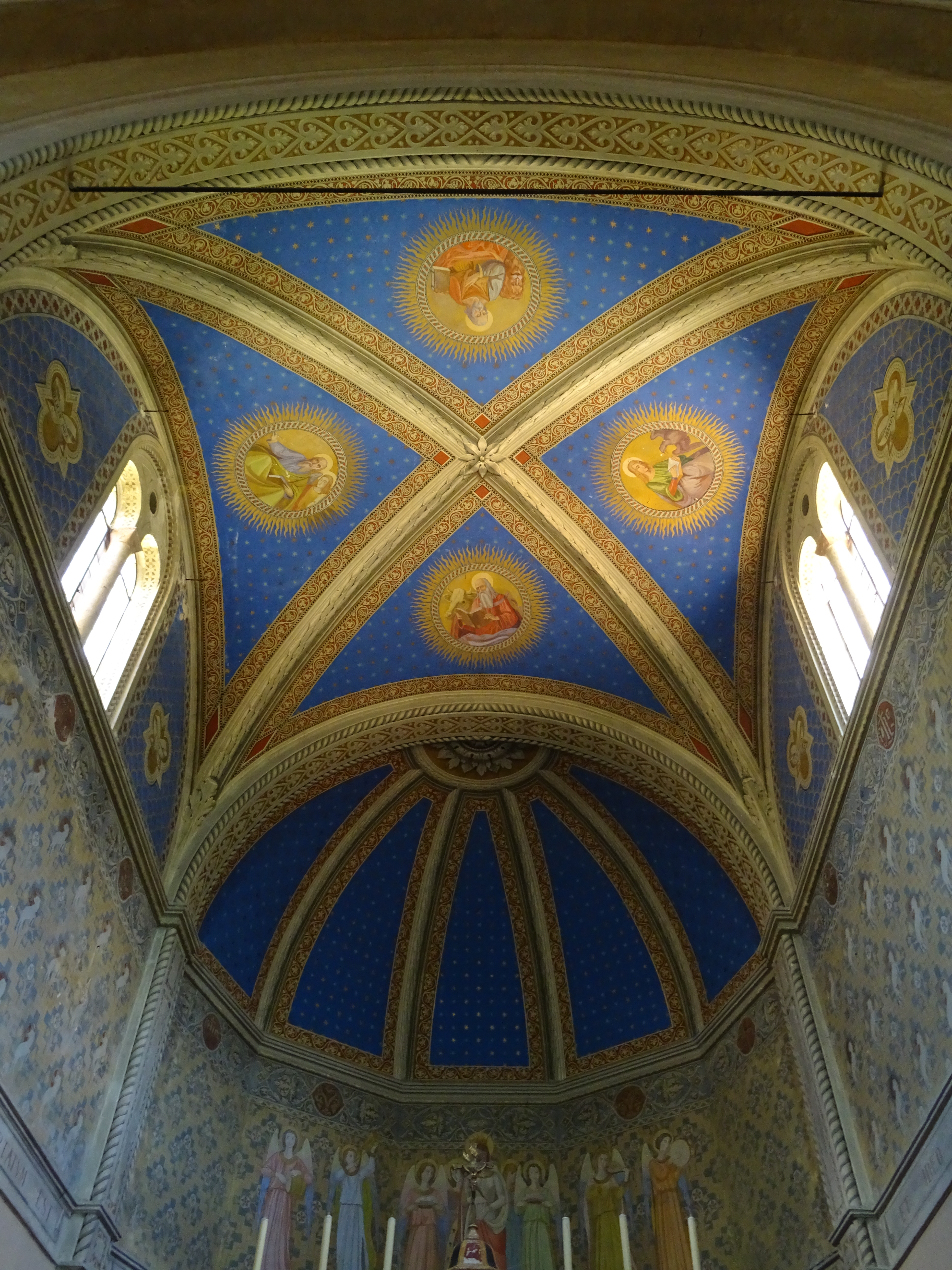
Volta del presbiterio e catino absidale

### Esterno
La facciata a capanna della chiesa, che volge a mezzogiorno, è caratterizzata ai lati due lesene, al centro il portale d'ingresso, strombato e protetto dal protiro, e sopra da una bifora e presenta sotto la linea degli spioventi una fila di archetti pensili.
Annesso alla parrocchiale è il campanile a base quadrata, la cui cella presenta su ogni lato una monofora affiancata da lesene ed è coronata dalla cupoletta.

### Interno
L'interno dell'edificio si compone di un'unica navata, sulla quale si affacciano i bracci del transetto, ospitanti gli altari di San Giuseppe e della Madonna Immacolata, e le cui pareti sono scandite da lesene e pilastri sorreggenti le volte a crociera; al termine dell'aula si sviluppa il presbiterio, rialzato di alcuni gradini e chiuso dall'abside di forma semicircolare.
Le opere di maggior pregio qui conservate sono gli affreschi raffiguranti Storie della vita di Santa Caterina d'Alessandria e Santa Caterina d’Alessandria in gloria, dipinti da Rino Saoncella.